# Картрайт, Питер
Пи́тер Ка́ртрайт (англ. Peter Cartwright; 30 августа 1935, Крюгерсдорп, Гаутенг, Южная Африка — 18 ноября 2013) — английский актёр.

## Биография
Питер Картрайт родился 30 августа 1935 года в Крюгерсдорпе (провинция Гаутенг, Южная Африка), но в 1959 году он переехал в Великобританию.
Питер окончил «St. Andrew's College» и «RADA».

## Карьера
Питер дебютировал в кино в 1969 году, сыграв роль Джима в эпизоде «Ногу в дверь» телесериала «Кабинетный театр». В 2007 году Картрайт сыграл роль Элфиаса Доджа в фильме «Гарри Поттер и орден Феникса». Всего он сыграл в 53-х фильмах и телесериалах.

## Избранная фильмография
| Год       |    | Русское название             | Оригинальное название                     | Роль                    |
| --------- | -- | ---------------------------- | ----------------------------------------- | ----------------------- |
| 1969      | с  | Кабинетный театр             | Armchair Theatre                          | Джим                    |
| 1980      | с  | Дом ужасов Хаммера           | Hammer House of Horror                    | хирург                  |
| 1982      | ф  | Ганди                        | Gandhi                                    | европейский пассажир    |
| 1987      | ф  | Четвёртый протокол           | The Fourth Protocol                       | Жан Марэйс              |
| 1987      | ф  | Клич свободы                 | Cry Freedom                               | старший полицейский     |
| 1987—1988 | с  | Да, господин министр         | Yes Minister                              | главный кнут            |
| 2000      | тф | Долгота                      | Longitude                                 | армейский доктор        |
| 2004      | ф  | Уимблдон                     | Wimbledon                                 | пожилой мужчина в лифте |
| 2007      | с  | Викарий из Дибли             | The Vicar of Dibley                       | мужчина на похоронах    |
| 2007      | ф  | Гарри Поттер и орден Феникса | Harry Potter and the Order of the Phoenix | Элфиас Додж             |
| 2012      | с  | Доктор Кто                   | Doctor Who                                | Арнольд Андервуд        |